# Pratt & Whitney F100
El Pratt & Whitney F100, designado JTF22 por la compañía, es un motor turbofán con postcombustión fabricado por la compañía estadounidense Pratt & Whitney, es el propulsor de los cazas F-15 Eagle y F-16 Fighting Falcon.

## Especificaciones[3]

### Características generales
- Tipo: Turbofán
- Longitud: 4,8 m
- Diámetro: 1,18 m
- Peso en seco:  1.696 kg

### Componentes
- Compresor de baja presión(LPC): 3 etapas
- Compresor de alta presión(HPC): 10 etapas
- Turbina de alta presión(HPT): 2 etapas
- Turbina de baja presión(LPT): 2 etapas

### Rendimiento
- Empuje: 79,1 kN (13.500 lbf) sin postquemador / 129,6 kN (20.000 lbf) con postquemador
- Consumo específico: 0.76 lb/(lbf·h) (77.5 kg/(kN·h)) sin postquemador / 1.94 lb/(lbf·h) (197.8 kg/(kN·h)) con postquemador
- Relación empuje a peso:  aprox 8:1
- Relación consumo a potencia: 
  - 1:1 sin  postquemador
  - 1:0.65 con postquemador

## Aplicaciones
- F-15 Eagle
- F-15E Strike Eagle
- F-16 Fighting Falcon
- X-47B Pegasus

### Desarrollos relacionados
- Pratt & Whitney PW1120

### Motores similares
- Eurojet EJ200
- Snecma M88
- General Electric F110
- General Electric F404
- General Electric F414
- Pratt & Whitney F119
- Pratt & Whitney F135
- Klimov RD-33
- Saturn AL-31
- Guizhou WS-13
- Shenyang WS-10